# Chiesa di San Matteo (Lucca)
La chiesa di San Matteo è una chiesa di Lucca che si trova nella piazza omonima.

## Storia
Già esistente alla fine del IX secolo, fu totalmente ricostruita nel 1290, come attesta un'epigrafe oggi conservata in un cortile interno. A questa fase di lavori si può assegnare il portale centrale che riproduce in forme oramai stanche e ripetitive lo schema dei portali guidetteschi, con i leoni aggettanti ai lati dell'architrave. Nella chiesa fu sepolto il cronista e narratore Giovanni Sercambi (1348-1424). Fu chiusa al culto all'inizio del XX secolo.